# The Young Veins
The Young Veins – amerykański zespół pop-rockowy założony przez Ryana Rossa i Jona Walkera po odejściu z Panic! at the Disco.

## Historia
6 lipca 2009, Ryan Ross (gitarzysta, wokalista, autor piosenek) i Jon Walker (basista) ogłosili odejście z zespołu Panic! at the Disco. Przyczyną tej decyzji były różnice w kierunkach muzycznych, jakimi oni i dwaj pozostali muzycy z Panic! at the Disco chcieli podążać.
Ryan Ross i Jon Walker założyli nowy zespół „The Young Veins”.
Pierwszy singiel „Change” opublikowany został 28 lipca 2009 roku poprzez profil zespołu na Myspace - w tym samym dniu, w którym Panic! at the Disco wypuścili swój pierwszy singiel w nowym składzie, bez Rossa i Walkera, „New Perspective”. Pomimo spekulacji na temat napięć pomiędzy oboma zespołami, w wywiadzie dla MTV perkusista Panic! at the Disco Spencer Smith odpowiedział: "Nie, nie byłem w ogóle zszokowany ani zły. Mieliśmy około trzy tygodnie, w których ludzie nie wiedzieli, co się dzieje z zespołami, i całkiem miło, że muzyka została wydana w tym samym czasie.". W październiku 2009 Ryan ogłosił, że pierwszy album zespołu „Take a Vacation!” został pomyślnie nagrany, i że po wygaśnięciu kontraktu Ryana z Fueled by Ramen zespół będzie poszukiwać nowej wytwórni, która mogłaby wydać album.
Jeszcze w tym samym miesiącu kolejny utwór pt. „The Other Girl” został udostępniony fanom online.
Zespół zagrał swój pierwszy koncert 15 marca 2010 roku w The Echo w Los Angeles, obok takich artystów jak Alex Greenwald, Z Berg, Jenny Lewis i Edward Sharpe. W maju tego samego roku ogłoszono, że zespół rozpocznie swoją pierwszą trasę koncertową 11 czerwca, wraz z nowymi członkami - Nick Murray na perkusji, Andy Soukal na basie i Nick White na klawiszach. „Take a Vacation!” zostało oficjalnie wydane 8 czerwca poprzez wytwórnię One Haven Music. 
10 grudnia 2010 gitarzysta Jon Walker ogłosił na Twitterze, że zespół robi przerwę w działalności „na jakiś czas”.
28 września 2023 zespół ogłosił na swoim profilu na Instagramie, że „Take a Vacation!” dostanie nową, zremasterowaną edycję „deluxe”.

## Skład
- Ryan Ross – wokal, gitara
- Jon Walker – gitara, wokal,
- Nick Murray – perkusja
- Andy Soukal – gitara basowa
- Nick White – keyboard

### Muzycy sesyjni
- Eric Ronick – instrumenty klawiszowe, wokal
- Alex Greenwald – gitara, wokal

## Dyskografia

### Albumy
| Tytuł            | Szczegóły                                                                      | Pozycja na liście | Pozycja na liście |
| Tytuł            | Szczegóły                                                                      | US Indie          | US Heat           |
| ---------------- | ------------------------------------------------------------------------------ | ----------------- | ----------------- |
| Take a Vacation! | - Wydany: 8 czerwca 2010 - Wytwórnia: One Haven (OHM-103) - Format: CD, DL, LP | 40                | 9                 |

### Single
| Tytuł              | Rok  | Album            |
| ------------------ | ---- | ---------------- |
| "Change"           | 2010 | Take a Vacation! |
| "Take a Vacation!" | 2010 | Take a Vacation! |
| "Everyone but You" | 2010 | Take a Vacation! |